# Менделевич, Иосиф Мозусович
Иосиф Мозусович Менделевич (ивр. יוסף מנדלביץ‎; род. 3 августа 1947, Рига) — раввин и общественный деятель, известный отказник в СССР, участвовал в попытке угона самолёта.

## Биография
Родился в послевоенной Латвии, в городе Рига. Отец, Мозус (Моше) Менделевич, был арестован в 1956 году в ходе антиеврейских процессов. Мать, Хая, заболела и скончалась.
После окончания средней школы учился в Рижском политехническом институте. Работал инженером-проектировщиком.
С 1964 года-участник подпольного еврейского движения. Преподавал иврит и Тору в ульпанах. В 1968 году был участником создания общесоюзного подпольного еврейского движения и стал редактором-издателем подпольного еврейского журнала.
В 1969 году был одним из инициаторов попытки угона советского самолёта с целью привлечения международной общественности к борьбе за свободу выезда из СССР. Арестован вместе с группой участников в аэропорту Смольный 15 июня 1970 года. Приговорён к 12 годам колонии строгого режима за «государственную измену». Отбывал срок в Дубравлаге, колониях «Пермь-36» и «Пермь-37». В лагере соблюдал еврейские законы, включая кашрут, учил евреев-заключённых. За противодействие администрации приговорён к трём годам «крытой тюрьмы»[уточнить].
В результате «ленинградского процесса» началась международная борьба за свободу выезда. С 1971 года начался массовый выезд евреев из СССР.
В 1981 году Менделевич был лишен советского гражданства и выслан из СССР. После приезда в Израиль продолжил активное участие в борьбе за демократические свободы в СССР.
В Израиле учился в ешиве, сдал экзамены на звание раввина. Получил степень магистра по еврейской истории и степень доктора еврейской философии. Автор нескольких книг.
Выступает с лекциями в России, Европе и США. Преподает Талмуд и основы еврейской веры в институте изучения иудаизма «Махон Меир» (Иерусалим).

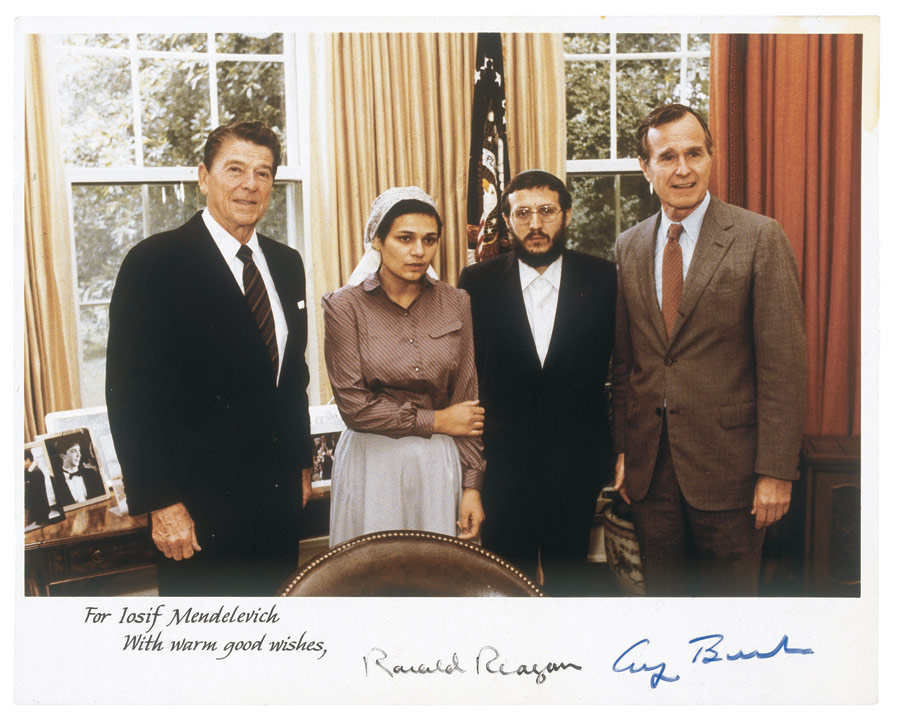
Слева направо: президент США Рональд Рейган, Авиталь Щаранская, Иосиф Менделевич, вице-президент Джордж Буш, 28 мая 1981.

## Награды
- Премия «Скрипач на крыше» в номинации «Мужество» (2017) — за самоотверженную борьбу за права евреев в СССР[2].

## В кино
- Документальный фильм «Операция Свадьба»